# Patrick Suffo
Patrick Suffo (Ebolowa, 17 de janeiro de 1978) é um futebolista profissional camaronês, que foi campeão olímpico.

## Carreira
Suffo jogou a Copa de 2002, e é considerado um "cigano da bola", pois passou por equipes da Inglaterra (Sheffield United, Coventry City e Wrexham), França (Nantes), Espanha (Barcelona, Numancia e Puertollano), Arábia Saudita (Al-Hilal), Emirados Árabes Unidos (Dubai Club), Dinamarca (Odd Grenland) e Israel (Maccabi Petah Tikva e Ashdod).
Suffo também jogou no clube galês Wrexham até 2009, antes de se tornar um agente livre.

## Títulos
Camarões
- Copa das Nações Africanas: 2002